# Мјесечев колач
Мјесечев колач (упрош: 月饼; трад: 月餅) је кинеско пециво које се традиционално једе током фестивала средине јесени (кин: 中秋節). Фестивал је првенствено о жетви, док легенда то повезује са посматрањем мјесеца, а мјесечеви колачи се сматрају деликатесом.

## Рецепт
Постоје бројне варијанте мјесечевих колача који се конзумирају у Кини и ван Кине у прекоморским кинеским заједницама. Кантонски мјесечев колач је најпознатија врста. Традиционална кантонска мјесечева торта је округло пециво, пречника око 10  и 3-4  дебљине, са богатим густим надевом које се обично прави од пасте од сјемена лотоса. Други типични пуни укључују пасту од црвеног пасуља или мијешани орашасти плодови. Надев је окружен танком, 2-3  дебелом кором и може садржати жуманца сланих пачјих јаја.